# Xantheranthemum igneum
Xantheranthemum igneum är en akantusväxtart som beskrevs av Gustav Lindau. Xantheranthemum igneum ingår i släktet Xantheranthemum och familjen akantusväxter. Inga underarter finns listade i Catalogue of Life.